# Michael Strank
Michael Mike Strank (en rutè: Mykhal Strenk; en eslovac: Michal Strenk) (10 de novembre de 1919 – 1 de març de 1945) va ser un soldat pertanyent al Cos de Marines dels Estats Units d'ascendència ucraïnesa durant la Segona Guerra Mundial, fotografiat alçant la bandera a Iwo Jima al capdamunt de la Muntanya Suribachi durant la batalla d'Iwo Jima. Strank era el líder del grup que va hissar la bandera i li van ordenar escalar el Suribachi per portar al cim una línia de telèfon. L'acompanyaven Harlon Block, Ira Hayes i Franklin Sousley. A meitat de camí se'ls va unir René Gagnon, que portava una bandera més gran per substituir la que anteriorment s'havia hissat aquell mateix dia, que era més petita. Quan van arribar al cim, Gagnon va donar la bandera a Strank i li va explicar al tinent Harold Schrier que “El coronel Johnson vol que aquesta bandera onegi sobre el cim perquè tots els fills de puta d'aquesta pudent illa puguin veure-la”. Strank, amb els homes que havia pujat al cim del Suribachi i John Bradley, van hissar la Segona Bandera.

## Infància
Michael Strank va néixer a Jarabina, un petit llogaret a Txecoslovàquia (actual Eslovàquia). Era fill de Vasil Strenk i Marta Grofikova, nadius de Txecoslovàquia (el seu pare també era conegut com a Charles Strank). El seu pare va emigrar a Franklin a Johnstown, Pennsilvània, buscant feina a la fàbrica d'acer. Va portar posteriorment a la seva família a Amèrica quan va tenir diners per al viatge.

## El col·legi i el Cos de Marines
Anava a l'escola de Franklin, Pennsilvània i es va graduar a l'institut el 1937. Es va unir al Cos Civil de Conservació, on va estar 18 mesos, cosa que li serviria com a preparació per als Marines.
Michael Strank va ingressar als Marines per quatre anys, a Pittsburgh, el 6 d'octubre de 1939. Va ser assignat al Marine Corps Recruit Depot Parris Island on, després d'acabar l'entrenament al desembre va ser transferit a la base de Guantánamo, el 1941, per rebre entrenament addicional. Més tard va ser assignat a la Companyia K, i va tornar als Estats Units, a Parris Island. El setembre, Strank i la seva divisió van ser portats a New River, Carolina del Nord. Va ser ascendit a caporal el 23 d'abril de 1941 i a sergent el 26 de gener de 1942.

## Campanyes anteriors a Iwo Jima

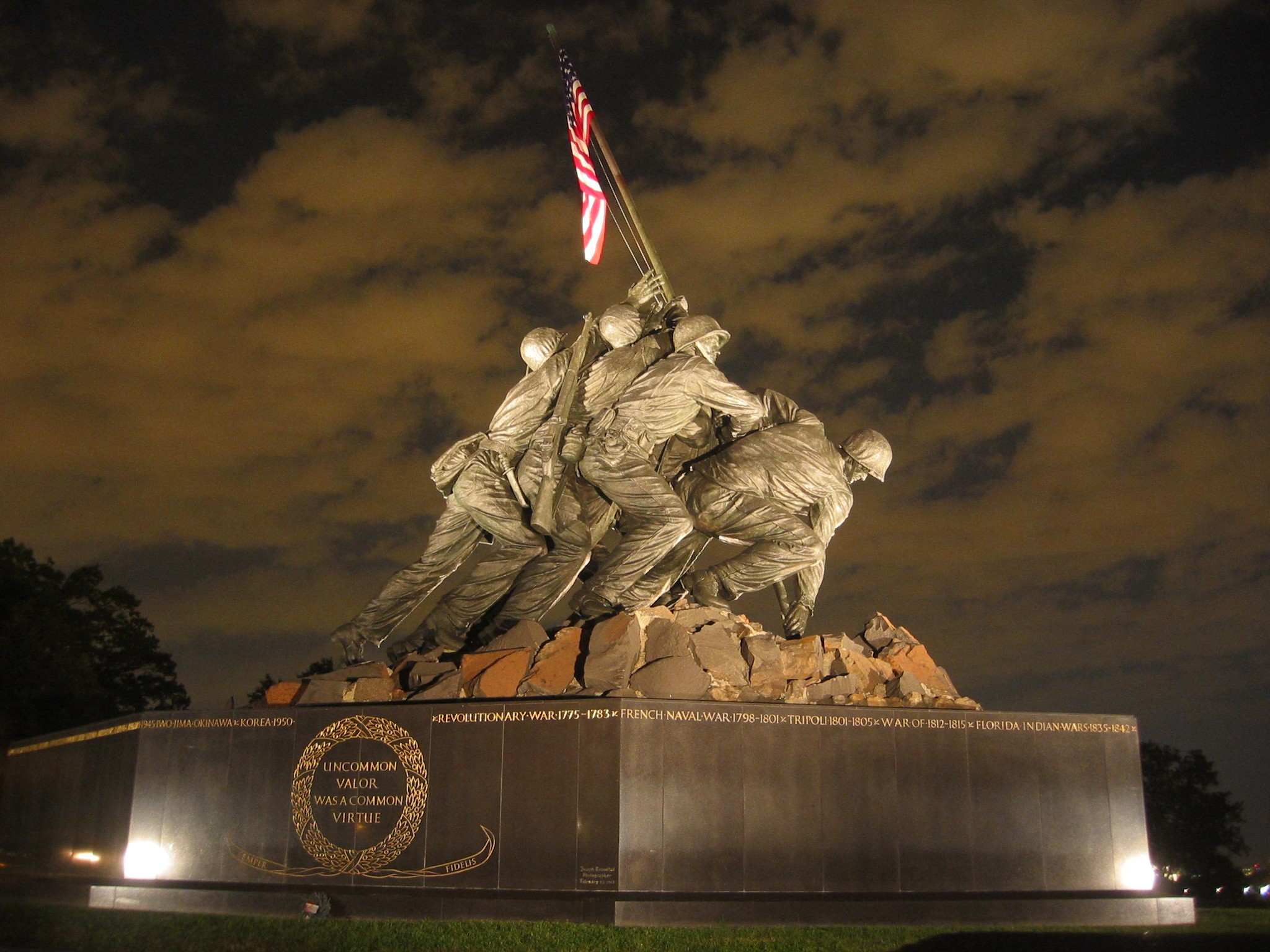
Memorial d'Iwo Jima.

A principis d'abril del 1942 va ser traslladat amb el 3r Batalló,7è Regiment a San Diego, Califòrnia per salpar el 12 d'abril. El 31 de maig de 1942 el seu batalló va arribar a Uvea. Va ser transferit al 3r Batalló dels Marine Raiders, també a Uvea. Amb els Raiders va participar en operacions d'ocupació a l'Illa Pavuvu i a l'Illa Russell des del 21 de febrer fins al 18 de març, i a l'ocupació de la Badia Empress Augusta durant la Campanya de Bougainville des de l'1 de novembre al 21 de gener de 1944. El 14 de febrer va tornar a San Diego per visitar la seva família.
En tornar d'un permís va ser reassignat al 2n Batalló 28è Regiment de la 5a Divisió de Marines i posat al comandament d'un esquadró. Després d'un intensiu entrenament a Camp Pendleton i a Hawaii, Strank i els seus homes van ser part del desembarcament amfibi a Iwo Jima el 19 de febrer de 1945, lluitant al costat de la 5a Divisió per prendre l'illa. Se li va ordenar hissar una bandera al cim del Mont Suribachi perquè es pogués veure des d'una gran distància. Mentre feia això, ell i cinc homes més van ser fotografiats durant la missió. Aquesta foto, que seria més tard titulada Alçant la bandera a Iwo Jima, ha estat una de les més difoses i conegudes de la Segona Guerra Mundial i de la Història.
Cap a finals de març, tres dels sis homes de la foto havien estat morts en combat, inclòs Strank, sense que arribés a saber l'impacte que la fotografia tindria a tot el món. Un altre dels sis de la bandera, John Bradley, va ser ferit en combat i evacuat de l'àrea de combat.

## Mort
Després de la caiguda del Suribachi, es va traslladar cap al nord amb la seva unitat. La lluita era dura i ambdues forces, la nord-americana i la japonesa, patien grans baixes. L'1 de març, el seu esquadró estava sota un intens atac i van córrer a cobrir-se. Mentre explicava el pla d'atac, va ser abastat per foc amic d'artilleria procedent d'un destructor nord-americà. L'obús que va matar el sergent Strank va ser disparat gairebé amb total seguretat des d'un vaixell nord-americà. El caporal Harlon Block, que era el següent a la cadena de comandament va assumir el comandament, encara que també va morir poques hores després per foc de morter japonès. Mike Strank va ser enterrat al Cementiri de la 5a Divisió de Marines després d'un funeral catòlic. Va ser la primera persona de la fotografia a morir. El 13 de gener de 1949, les seves restes van ser traslladades a la Tomba 7179, Secció 12, al Cementiri Nacional d'Arlington. Michael Strank tenia dos germans, i un d'ells, Peter Strank, servia al portaavions USS Franklin (CV-13) al Pacífic Sud quan Michael va morir.

## Nacionalitat
El 2008, el sergent d'artilleria Matt Blais, un marine del servei de seguretat de l'ambaixada nord-americana a Eslovàquia va descobrir que el sergent Strank no era un americà nadiu sinó que va obtenir la nacionalitat americana a través del seu pare, el qual va ser naturalitzat el 1935 i que Strank mai va obtenir un decret confirmant la seva adhesió americana. Per tant, Blais va cursar una petició de ciutadania davant del Servei d'Immigració dels Estats Units en nom de Strank. Finalment, el 29 de juliol de 2008 oficials del govern nord-americà van lliurar durant una cerimònia davant del Memorial de Guerra del Cos de Marines dels Estats Units (el Memorial "Iwo Jima") prop del Cementiri Nacional d'Arlington a Mary Pero, la germana menor de Strank, un certificat de ciutadania a nom del seu germà.

## Honors

Soldats hissant la bandera nord-americana al cim de la Muntanya Suribachi.

### Medalles i condecoracions
- Estrella de Bronze amb distintiu de Valor.
- Cor Púrpura (a títol pòstum).
- Presidential Unit Citation amb una estrella (per Iwo Jima).
- Medalla al Servei de Defensa Americà amb barra base (pel seu servei a Cuba abans de la guerra).
- Medalla de la Campanya Americana.
- Medalla de la Campanya Asiàtic-Pacífica amb quatre estrelles de batalla (per Pavuvu, Bougainville, la consolidació de les Illes Solomon del nord i Iwo Jima).
- Medalla de Victòria Segona Guerra Mundial.

### Monuments i memorials
- Michel Strank apareix representat al Memorial de Guerra del Cos de Marines d' Estats Units.
- També hi ha una placa commemorativa a Strank a Franklin, Comtat de Cambria, Pennsilvània.[4]
- 16 de febrer de 2015, el 70è aniversari dels successos d'Uzhgorod, a prop de l'escola número 4, es va instal·lar el mini escultura de Michael Strank (escultor Mikhail Kolodko).

## Pel·lícula
Michael Strank va ser representat per l'actor Barry Pepper a la pel·lícula de Clint Eastwood Banderes dels nostres Pares (Flags of Our Fathers) estrenada el 2006. La pel·lícula està basada en el llibre del mateix nom.